# Trestoncideres laterialba
Trestoncideres laterialba là một loài bọ cánh cứng trong họ Cerambycidae.